# François Cyrille Grand'Eury
François Cyrille Grand'Eury, född 9 mars 1839 i Houdreville, död 22 juli 1917 i Malzéville nära Nancy, var en fransk bergsingenjör, geolog och paleobotaniker.
Efter att fullföljt sina studier vid Bergsskolan i Saint-Étienne blev Grand'Eury bergsingenjör och innehade 1863-99 olika lärarbefattningar där, slutligen som professor i deskriptiv geometri. Han ägnade sig även åt den praktiska gruvindustrin och företog i detta syfte en resa till Uralbergen.
Gran'Eury företog studier rörande karbonperiodens växter och stenkolens bildningssätt, särskilt vad gäller departementen Gard och Loire. Av hans skrifter på detta område kan nämnas Recherches sur les végétaux silicifiés d’Autun (tillsammans med Bernard Renault, 1876), Mémoire sur la flore carbonifère du département de la Loire et du Centre de la France (1877), Mémoire sur la formation de la houille (1882) och Géologie et paléontologie du bassin houiller du Gard (1890). 
Han blev 1889 korresponderande ledamot av Académie des sciences och publicerade i dess "Comptes rendus" ett antal smärre paleobotaniska uppsatser, av vilka såsom särskilt viktiga kan nämnas Sur les graines des Nevropteridées (1904) och Sur les graines trouvées attachées au Pecopteris Pluckeneti Schloth (1905).